# Aktivni elektronički upravljani antenski niz
Aktivni elektronički upravljani antenski niz (AESA, od engleskog active electronically scanned array) jest računalno kontrolirani niz antena pogonjenih signalima pomaknutim u fazi čime se snop radiovalova može elektronički usmjeravati u različitim smjerovima bez pomicanja antene. U AESA svaka je antena u nizu povezana s malim elektroničkim modulom koji obavlja funkcije odašiljača ili prijamnika za antenu. Ovo je u suprotnosti s pasivnim elektronički upravljanim antenskim nizom (PESA) u kojem su svi elementi antene povezani s jednim odašiljačem ili prijemnikom preko mjenjača faze (phase shifter) pod kontrolom računala. AESA-ina glavna uporaba je radar, a oni su poznati kao radari s aktivnom fazno upravljanom antenskom rešetkom (APAR, od engleskog active phased array radar).
AESA je uznapredovana, sofisticiranija druga generacija izvorne PESA tehnologije. PESA mogu emitirati samo jedan snop radiovalova na jednoj frekvenciji u isto vrijeme. PESA mora koristiti Butlerovu matricu ako je potrebno više zraka. AESA može zračiti više snopova radiovalova na više frekvencija istovremeno. AESA radari mogu proširiti svoje emisije signala preko šireg raspona frekvencija, što ih čini težim za otkrivanje u odnosu na pozadinsku buku, omogućujući brodovima i zrakoplovima da zrače snažne radarske signale, a da i dalje ostanu nevidljivi, kao i da su otporniji na ometanje. Mogu se pronaći i hibridi AESA i PESA, koji se sastoje od podnizova koji pojedinačno nalikuju PESA, gdje svaki podniz ima svoj radiofrekvencijski front end. Koristeći hibridni pristup, prednosti AESA-e (npr. više neovisnih zraka) mogu se ostvariti po nižoj cijeni u usporedbi s čistim AESA-om.

## Osnovni koncept
Radarski sustavi općenito rade spajanjem antene na snažan radioodašiljač za emitiranje kratkih impulsa signala. Odašiljač se tada odspoji, a antena spoji na osjetljivi prijamnik, koji pojačava svaki odjek ciljanih objekata. Mjerenjem vremena koje je potrebno da se signal vrati, radarski prijemnik može odrediti udaljenost do objekta. Prijemnik zatim šalje rezultat na neku vrstu zaslona. Elementi odašiljača su obično bile klistronske cijevi ili magnetroni, koji su prikladni za pojačavanje ili generiranje uskog raspona frekvencija do visokih razina snage. Za pretraživanje (skeniranje) dijela neba, radarska se antena mora fizički pomaknuti da bi bila usmjerena u različitim smjerovima.
AESA su rezultat daljnjeg razvoja elektronike. U starijim sustavima emitirani signal izvorno je stvoren u klistronu ili cijevi s putujućim valom ili sličnom uređaju, koji je relativno velik. Elektronika prijemnika također je bila velika zbog visokih frekvencija s kojima je radila. Uvođenje mikroelektronike galijevog arsenida kroz 1980-e poslužilo je za značajno smanjenje veličine elemenata prijemnika sve dok se učinkoviti elementi nisu mogli izgraditi u veličinama sličnim onima ručnih radija, volumena od samo nekoliko kubičnih centimetara. Uvođenje tranzistora upravljanih poljem (JFET-a i MESFET-a) učinilo je isto i odašiljačkoj strani sustava. To je dovelo do pojave pojačala-odašiljača s generatorom valnog oblika u čvrstom stanju male snage koji je napajao pojačalo, omogućujući tako opremljenom radaru da odašilje na mnogo širem rasponu frekvencija, do točke mijenjanja radne frekvencije sa svakim poslanim impulsom. Sažimanje cijelog sklopa (odašiljač, prijamnik i antena) u jedan modul odašiljač-prijemnik (TRM) veličine tetrapaka za mlijeko i slaganjem tih elemenata u niz ili rešetku nastaje AESA.

## Vanjske poveznice
- Aktivni elektronički upravljani nizovi – tehnologija koja sazrijeva (ausairpower.net)
- FLUG REVUE prosinac 1998.: Moderna borbena radarska tehnologija (flug-revue.rotor.com)
- Fazno upravljane rešetke i radari – prošlost, sadašnjost i budućnost (mwjournal.com)
- Pregled vojnog AESA radara - napredak u obrani